# Taurus CT G2
A Taurus CT G2 é uma carabina de calibre de pistola fabricada pela Taurus Armas. Foi anunciada no SHOT Show de 2011.